# Xã Clear Lake, Quận Sangamon, Illinois
Xã Clear Lake (tiếng Anh: Clear Lake Township) là một xã thuộc quận Sangamon, tiểu bang Illinois, Hoa Kỳ. Năm 2010, dân số của xã này là 8.527 người.